# Manmarziyaan
Pour plus de détails, voir Fiche technique et Distribution.
Manmarziyaan est un film indien réalisé par Anurag Kashyap, sorti en 2018.

## Fiche technique
- Titre français : Manmarziyaan
- Réalisation : Anurag Kashyap
- Scénario : Kanika Dhillon
- Costumes : Sawant Prashant et Prashant Sawant
- Photographie : Sylvester Fonseca
- Montage : Aarti Bajaj
- Musique : Amit Trivedi
- Pays d'origine : Inde
- Format : Couleurs - 35 mm
- Genre : romance
- Durée : 156 minutes
- Dates de sortie :
  - Canada : 8 septembre 2018 (Festival international du film de Toronto 2018)
  - Inde : 14 septembre 2018

## Distribution
- Abhishek Bachchan : Robbie Bhatia
- Taapsee Pannu : Rumi Bagga
- Vicky Kaushal : Vicky Sandhu
- Ashnoor Kaur : Kiran

## Distinction

### Sélection
- Festival international du film de Toronto 2018 : sélection en section Gala Presentations